# قاضی احمد غفاری
قاضی احمد غفاری (درگذشته ۹۷۵ هجری) نویسنده و شاعر قزوینی و فرزند نجم‌الدین عبدالغفار بود. وی در دوره صفویان می‌زیسته و برای اشعار خود شناخته شده بود. وی دارای کتاب‌های نگارستان و تاریخ جهان‌آرا در حوزهٔ تاریخ نیز بوده‌است. قاضی احمد در بازگشت از سفر حج در سال ۹۷۵ هجری قمری به سبب غرق شدن کشتی غرق شد و درگذشت.